# Marc Nicolas Louis Pécheux
’Marc Nicolas Louis Pécheux (* 28. Januar 1769 in Bucilly (Département Aisne); † 1. November 1831 in Paris) war ein französischer Général de division.
Pécheux trat am 17. August 1792 als Freiwilliger eines Grenadier-Bataillons des Départements Aisne in die 41. demi-brigade ein und diente zuerst bei der Nordarmee unter General Dumouriez, wo er zum Chef de bataillon aufstieg.
Zwischen 1793 und 1798 diente er nacheinander bei der Ardennen- und der Armée de Sambre-et-Meuse. 1799 wechselte er zur Armée d’Italie, wo er zum Chef de brigade aufstieg und bis 1801 in Ligurien stand. Nachdem seine Einheit in Italien fast aufgerieben worden war, wechselte er 1803 zur Batavischen Armee. Mit dem 95e régiment d’infanterie wurde er zur Besetzung von Hannover herangezogen. Als Befehlshaber einer eigenen Halbbrigade stand er ab 1804 im Feldlager von Boulogne und wurde Mitglied der Ehrenlegion.
1805 nahm er am Feldzug gegen die Österreicher nach Ulm teil und zeichnete sich im Dezember 1805 in der Schlacht bei Austerlitz aus. Im Feldzug von 1806 kämpfte er bei Jena und Halle, besetzte Spandau und nahm 1807 mit seinem Regiment an der Schlacht von Friedland teil.
1808 wechselte er zur französischen Armee in Spanien, erlangte bereits im November das Komturkreuz der Ehrenlegion und wurde zum Baron de l’Empire ernannt. Seine Truppen kämpften in der Schlacht bei Tudela (23. November 1808) gegen eine spanische Armee unter General Castaños und nahmen an der Eroberung von Madrid teil. Im Jahr 1809 standen seine Truppen bei Velez (13. Januar), bei Almaras (18. März) und Medellin (28. März) im Kampf. Nach der Teilnahme an der Schlacht von Talavera (27. Juli bis 28. Juli) trug er entscheidend zum Siege in der Schlacht bei Ocaña (19. November 1809) bei, wodurch den Franzosen der Vormarsch nach Cádiz ermöglicht wurde. Während der Belagerung dieser Stadt (1810) erhielt Pécheux die Beförderung zum Général de brigade. Darauf blieb er bis 1811 Kommandant von Xeres und führte seine Truppen bei Belagerung von Tarifa. 1812 wurde er zurück nach Cadiz beordert.
Am 30. Mai 1813 zum Général de division befördert, verstärkte er mit seiner Division ab Anfang August 1813 die Truppen des Marschall Davout in Norddeutschland. Am 16. September 1813 wurde er beim Vorstoß in Richtung auf Magdeburg von einem überlegenen alliierten Korps unter General Ludwig von Wallmoden-Gimborn in der Schlacht an der Göhrde geschlagen. Er konnte sich mit der Hälfte seiner Division nach Lüneburg zurückziehen. Pécheux verblieb unter Davout bis über das Kriegsende 1814 in Hamburg.
Während der Herrschaft der Hundert Tage 1815 befehligte Pécheux die 12. Infanteriedivision des IV. Infanteriekorps unter General Gérard bei der Armee des Marschall Grouchy und kämpfte mit seiner Division bei Ligny und Wavre. Nach Napoleons Niederlage und erneuter Abdankung kehrte er in seine Heimatstadt zurück.

1818 erhielt er das Kommando über die 12. Militärdivision in Nantes. Nachdem er als Inspekteur der Infanterie tätig gewesen war, wurde er längere Zeit in Disposition gestellt. Erst 1823 erhielt er durch Intervention des Kriegsministers, des Herzog von Belluno, seiner Erfahrungen in Spanien von 1810 gedenkend, ein Kommando während der Invasion in Spanien. Unter dem Oberbefehl des Marschalls Lauriston nahm Pécheux an der Einnahme von Pamplona teil. Nach diesem Feldzug zog sich Pécheux endgültig auf seine Güter zurück.
Sein Name ist am Triumphbogen in Paris in der 37. Spalte eingetragen.